# Chalmette
Chalmette es un lugar designado por el censo ubicado en la parroquia de St. Bernard en el estado estadounidense de Luisiana. En el Censo de 2010 tenía una población de 16751 habitantes y una densidad poblacional de 822,22 personas por km².

## Geografía
Chalmette se encuentra ubicado en las coordenadas 29°56′39″N 89°57′58″O / 29.94417, -89.96611. Según la Oficina del Censo de los Estados Unidos, Chalmette tiene una superficie total de 20.37 km², de la cual 18.53 km² corresponden a tierra firme y (9.06%) 1.85 km² es agua.

## Demografía
Según el censo de 2010, había 16751 personas residiendo en Chalmette. La densidad de población era de 822,22 hab./km². De los 16751 habitantes, Chalmette estaba compuesto por el 75.98% blancos, el 13.18% eran afroamericanos, el 0.6% eran amerindios, el 2.99% eran asiáticos, el 0.1% eran isleños del Pacífico, el 3.89% eran de otras razas y el 3.27% pertenecían a dos o más razas. Del total de la población el 10.3% eran hispanos o latinos de cualquier raza.